# بنیامین فرانکلین کلی
بنیامین فرانکلین کلی (انگلیسی: Benjamin Franklin Kelley; ۱۰ آوریل ۱۸۰۷ – ۱۶ ژوئیهٔ ۱۸۹۱) فرد نظامی اهل ایالات متحده آمریکا بود.